# Sasha Rose
Sasha Rose (San Petersburgo, 21 de junio de 1990) es una actriz pornográfica rusa.

## Biografía
Sasha Rose nació en la ciudad de San Petersburgo, en el óblast de Leningrado (Rusia), en junio de 1990. Entró en la industria pornográfica en 2008, al cumplir los 18 años de edad, tras ser descubierta en un casting por el cineasta francés Pierre Woodman.
Desde sus comienzos, se ha caracterizado por interpretaciones de un estilo hardcore, especialmente sexo anal, sexo entre mujeres con arneses o escenas de doble penetración.
En 2011 recibió tres nominaciones en los Premios AVN. Una a la Mejor escena de masturbación por Clits and Toes y otras dos a la Mejor escena de sexo en producción extranjera, por Rocco - Puppet Master 8 y Angel Perverse 16.
Algunas de sus películas principales en su filmografía son Fresh Teenage Pussy 4, A Big Addiction, Double Your Pleasure, DP Maniacs o Russian Angels 2.
Ha rodado más de 520 películas como actriz.

## Premios y nominaciones
| Año  | Ceremonia   | Resultado | Premio                                        | Trabajo                  |
| ---- | ----------- | --------- | --------------------------------------------- | ------------------------ |
| 2011 | Premios AVN | Nominada  | Mejor escena de sexo en producción extranjera | Rocco: Puppet Master 8   |
| 2011 | Premios AVN | Nominada  | Mejor escena de sexo en producción extranjera | Angel Perverse 16        |
| 2011 | Premios AVN | Nominada  | Mejor escena de masturbación                  | Clits and Toes           |
| 2018 | Premios AVN | Nominada  | Mejor escena de sexo en producción extranjera | The Lustful Widow        |
| 2022 | Premios AVN | Nominada  | Mejor escena de sexo internacional            | Rocco's Insatiable MILFs |